# Lijst van spelers van TSG 1899 Hoffenheim
Deze lijst omvat voetballers die bij TSG 1899 Hoffenheim spelen of gespeeld hebben. De spelers zijn gerangschikt volgens alfabet.

## A
- David Abraham
- Kevin Akpoguma
- Nadiem Amiri
- Fisnik Asllani

## B
- Demba Ba
- Ryan Babel
- Oliver Baumann
- Andreas Beck
- Ermin Bičakčić
- Melayro Bogarde
- Edson Braafheid

## C
- Koen Casteels
- Marvin Compper
- Kevin Conrad
- Francisco Copado

## D
- Igor de Camargo
- Kerem Demirbay
- Eren Derdiyok
- Luiz Gustavo Dias

## E
- Carlos Eduardo
- Ilay Elmkies
- Tarik Elyounoussi

## F
- Roberto Firmino

## G
- Heurelho da Silva Gomes
- Jens Grahl
- Michael Gregoritsch
- Vincenzo Grifo
- Florian Grillitsch

## H
- Janik Haberer
- Jiloan Hamad
- Kai Herdling
- Timo Hildebrand
- Benjamin Hübner
- Justin Hoogma

## I
- Andreas Ibertsberger
- Vedad Ibišević

## J
- Matthias Jaissle
- Kim Jin-su
- Fabian Johnson
- Joselu

## K
- Pavel Kadeřábek
- Dominik Kaiser
- Thorsten Kirschbaum
- Andrej Kramarić

## M
- Christian Maicon Hening
- Filip Malbašić
- Peniel Mlapa
- Anthony Modeste
- Knowledge Musona

## N
- Bruno Nazario

## O
- Chinedu Obasi
- Patrick Ochs
- Philipp Ochs

## P
- Eugen Polanski
- Ludovico Pelerón

## R
- Sebastian Rudy
- Lukas Rupp

## S
- Sejad Salihović
- Fabian Schär
- Sven Schipplock
- Stephan Schröck
- Josip Šimunić
- Tobias Strobl
- Niklas Süle
- Pirmin Schwegler
- Ádám Szalai

## T
- Haris Tabaković
- Marco Terrazzino
- Stefan Thesker
- Denis Thomalla
- Jeremy Toljan

## U
- Takashi Usami
- Mark Uth

## V
- Jannik Vestergaard
- Kevin Vogt
- Kevin Volland
- Isaac Vorsah
- Boris Vukčević

## W
- Sandro Wagner
- Tobias Weis
- Tim Wiese
- Sandro Wieser
- Daniel Williams

## Z
- Steven Zuber